# Euler-Wind
Der Euler-Wind (oder Eulerwind) ist eine Luftströmung, die unter Vernachlässigung der Corioliskraft, Zentrifugalkraft oder Reibungskraft nur aufgrund von Druckunterschieden weht. Er kommt insbesondere in Gebieten um den Äquator (wegen der fehlenden Corioliskraft) und bei lokalen Druckunterschieden vor. Namensgeber ist Leonhard Euler. Die Beschleunigung des Volumenstroms beträgt dabei über die Distanz D bei Druckunterschied Δp und Dichte ρ der Luft:
{\displaystyle {\frac {\mathrm {d} ^{2}V}{\mathrm {d} t^{2}}}={\ddot {V}}={\frac {-\Delta p\cdot D}{\rho }}}